# La Cité des rêves
La Cité des rêves (titre original : City of Dreams) est un roman policier de Don Winslow paru en 2023 aux États-Unis puis traduit en français et publié la même année. Ce roman est le deuxième tome d'une trilogie, initiée par La Cité en flammes, publié en 2022, et terminée par La Cité sous les cendres, paru en 2024.

## Résumé
À Noël 1988, Danny Ryan, bras droit d'un mafieux irlandais de Providence, capitale du Rhode Island, fuit la ville en compagnie de ses hommes de mains, de son père et de son fils, après avoir participé à une guerre contre une famille italienne rivale. Faisant profils bas, ils traversent les États-Unis. Mais cette vie tranquille ne convient pas à ses hommes et l'argent vient à manquer. En parallèle, Reggie Moneta, sous-directrice nationale de la lutte contre le crime organisé au FBI, qui avait une relation avec Phillip Jardine, un agent du FBI tué par Danny Ryan, essaie par tous les moyens de faire capturer ou tuer ce dernier. La mère de Danny Ryan, qui a de nombreuses connaissances au plus haut de l'État fédéral et des différentes agences nationales, tente de maintenir en vie son fils et son petit-fils. Ainsi, un ancien directeur du FBI propose à Danny Ryan de dérober une quarantaine de millions de dollars appartenant à Domingo Abbarca, dit Popeye, à la tête du cartel de Baja. En échange de la moitié du butin devant servir à financer de prochaines opérations américaines, toutes les charges contre Danny Ryan liées à son passé seront abandonnées. Après plusieurs mois de préparations, Danny et ses hommes parviennent à dérober l'argent dans le ranch que Neto Valdez, un des lieutenants de Popeye Abbarca, possède à Ruidoso, au Nouveau-Mexique. Danny choisit de laisser vivant Neto Valdez ainsi que bon nombre de ses hommes de main.
En novembre 1989, la bande de Danny Ryan s'est dispersée. Sean South et Kevin Coombs, deux jeunes hommes à la solde de Danny, se sont installés à Hollywood et viennent d'apprendre qu'un film centré sur l'affrontement de deux familles mafieuses rivales de Providence est en train d'être tourné, avec un scénario écrit par un ancien de leur bande. Les deux hommes commencent à racketter le scénariste puis les producteurs du film. La multinationale possédant le studio finançant le film fait alors appel à son chef de la sécurité, un agent du FBI à la retraite, pour résoudre le problème. Ce dernier contacte Danny Ryan pour qu'il calme ses hommes. Danny Ryan s'exécute mais il choisit d'investir une partie du butin volé à Abbarca dans la production du film. Puis il tombe amoureux de l'actrice principale du film, Diane Carson, qui incarne le rôle de Pamela, la femme à la base de l'affrontement sanglant entre les familles Moretti et Murphy à Providence. Cette histoire d'amour le propulse en une des journaux et par ricochet toutes las familles mafieuses sont au centre de l'attention, ce qui leur déplait fortement. Danny Ryan devient alors l'homme à abattre, le forçant à fuir encore une fois et à rompre avec Diane Carson. Neto Valdez et Popeye Abbarca parviennent à capturer Danny Ryan mais, alors que ce dernier pensait être tué, Neto Valdez choisit d'assassiner son chef et de le laisser libre, effaçant ainsi la dette implicite qu'il avait avec lui depuis que Danny Ryan l'avait laissé en vie dans son ranch.

## Éditions
- City of Dreams, William Morrow and Company (en), 18 avril 2023, 352 p.  (ISBN 978-0-06-285123-9)
- La Cité des rêves, HarperCollins, coll. « Noir », 3 mai 2023, trad. Jean Esch, 400 p.  (ISBN 979-10-339-1383-2)
- La Cité des rêves, HarperCollins, coll. « Poche » no 616, 2 mai 2024, trad. Jean Esch, 384 p.  (ISBN 979-10-339-1710-6)